# Ardoix
Ardoix [aʁˈdwa] ist eine französisches Dorf und eine Gemeinde mit 1302 Einwohnern (Stand 1. Januar 2022) im Département Ardèche in der Region Auvergne-Rhône-Alpes. Die Bewohner werden Ardoisiens und Ardoisiennes genannt.

## Geografie
Ardoix liegt auf dem Plateau de Vernoux im nördlichen Teil des Départements unweit der Rhone 14 km südlich von Annonay. Die Gemeinde grenzt an die Kommunen Vernosc-lès-Annonay und Quintenas. Die nächstgrößte Stadt ist Annonay in acht Kilometern Entfernung Richtung Nordwesten. Die Flüsse Ay und Cance durchqueren das Dorf, ehe sie weiter östlich in die Rhône fließen.

## Geschichte
Spuren römischer Siedlungen weisen bereits auf eine frühe Kultivierung des Gebiets in der Antike hin, auch Grabstätten karolingischer Herkunft konnten auf dem Gemeindegebiet gefunden werden. Der Ortsname leitet sich von den keltischen Wörtern ardu (Anhöhe) und ink (Felsen) ab.
Der Ort wurde urkundlich erstmals im 16. Jahrhundert erwähnt, als eine Hungersnot die Pest herbeiführte, an der ein Zehntel der Bevölkerung starb. Im 14. Jahrhundert zählte das Dorf noch vier Schlösser.

### Bevölkerungsentwicklung
| Jahr                       | 1962 | 1968 | 1975 | 1982 | 1990 | 1999 | 2006 | 2016 |
| Einwohner                  | 512  | 546  | 594  | 638  | 696  | 779  | 947  | 1249 |
| Quellen: Cassini und INSEE |      |      |      |      |      |      |      |      |

## Kultur und Sehenswürdigkeiten
Ardoix besteht fast vollständig aus antiken Häusern aus altem Basaltstein. Aus ihnen ist vor allem das Ortszentrum aufgebaut, das aus einer Kirche, einem alten Kirchhof, einer Vorhalle sowie ausgefallenen Mauern und Kreuzdarstellungen besteht. Arbeiten zur Instandhaltung des alten Ortskerns sind 1995 durchgeführt worden.
Weitere Sehenswürdigkeiten sind das Château de Manoha mit einem antiken Turm, das Château de Munas und die Turmruine von Oriol mit einem guten Ausblick über die Tälerschluchten der Umgebung oberhalb des Ay, sowie das Château de Pestin.
Besondere Kirchenbauten stellen die Kirche aus dem 19. Jahrhundert, das Oratorium von Notre-Dame-des-Cormes und die Kapelle Saint-Jean aus dem 18. Jahrhundert dar.
Wanderer besichtigen die Schluchten des Ay, sowie die markanten Felsenformationen, die Namen wie Abri de la Bergère, La Chaise du Diable und La Grotte aux Fées tragen.